# Drop goal

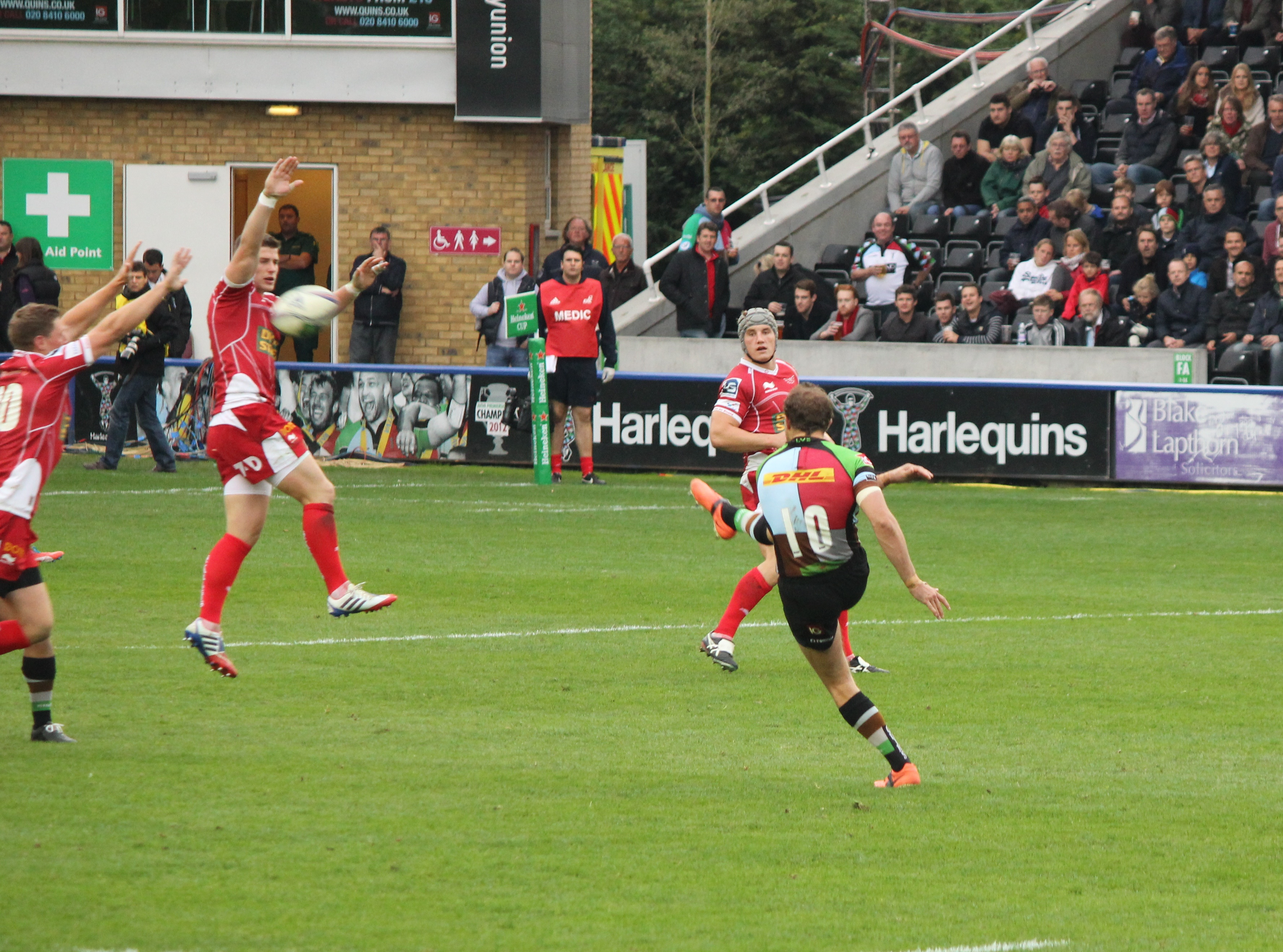
Jogador chutando a bola na tentativa de marcar um drop goal.

O Drop goal ou pontapé de ressalto é uma forma de se marcar pontos no rugby, é feito quando o jogador, no meio da partida, tenta chutar a bola entre os postes do H do adversário, no rugby union e no rugby sevens o drop goal vale 3 pontos, no rugby league o drop goal vale apenas 1. Se a bola passar por dentro dos poste em formato de H o jogo recomeça do centro do campo, se não, o jogo continua. A International Rugby Board refere-se ao termo como dropped goal. No futebol americano, o field goal é derivado do drop goal.